# Claudelice Silva dos Santos
Claudelice Silva dos Santos (1982) es una defensora de los derechos humanos y del medio ambiente del estado de Pará, en la Amazonía de Brasil. En 2019 fue una de las personas nominadas al Premio Sájarov a la Libertad de Conciencia del Parlamento Europeo.

## Trayectoria
Claudelice Silva dos Santos intensificó en el año  2011 la lucha por derechos humanos a raíz del asesinato de su hermano y su cuñada, (José Claudio Ribeiro dos Santos y Maria do Espírito Santo) quienes fueron asesinados por sus trabajos y esfuerzos para combatir la tala ilegal y la deforestación en la selva amazónica de Brasil.
Trabajó por el derecho al acceso a la tierra, contra la tala de árboles y los delitos contra el medio ambiente, en definitiva por el derecho a la tierra ya la vida.
Claudelice Silva dos Santos ha sido una activista y ecologista que ha mantenido con firmeza una postura contra los lumbereros ilegales, los ganaderos y los productores de carbón que operan en la región de Praia-Alta Piranheria, un asentamiento amazónico.
Por su defensa del derecho a la tierra para la comunidad ha recibido amenazas y ataques, siendo Brasil el país que está considerado como el más peligroso para los activistas ambientales y de derechos humanos. 
En su lucha por los derechos humanos y la defensa del medio ambiente Claudelice Silva dos Santos tiene, también, una actividad divulgadora y de concienciación por lo que concede entrevistas a revistas y medios de comunicación, tratando de hacer ver que la defensa del bosque en la Amazonia implica la defensa de la vida y de la cultura de la comunidad.

## Reconocimientos
En 2019 fue nominada al Premio Sájarov, otorgado cada año por el Parlamento Europeo en reconocimiento a activistas de derechos humanos de todo el mundo.
Claudelice Silva dos Santos fue la delegada en la  26.ª conferencia de las partes de Convención Marco de las Naciones Unidas sobre el Cambio Climático (COP26) en representación de la delegación de Brasil. 